# Actinote subrubicunda
Actinote subrubicunda är en fjärilsart som beskrevs av D'almeida 1925. Actinote subrubicunda ingår i släktet Actinote och familjen praktfjärilar. Inga underarter finns listade i Catalogue of Life.